# Komatiite
La komatiite è una roccia magmatica ultrafemica, di origine mantellica, che si rinviene principalmente nei terreni precambrici. Può essere vulcanica o subvulcanica. È caratterizzata da un'elevatissima quantità di magnesio e basse quantità di alcali. Quasi sempre presenta una particolare tessitura chiamata spinifex, descritta più avanti.

## Etimologia
Le komatiiti prendono il nome dal fiume Komati in Transvaal, Sudafrica, lungo il quale queste rocce sono state scoperte e descritte per la prima volta nel 1969 da Viljoen & Viljoen.

## Composizione e tessitura

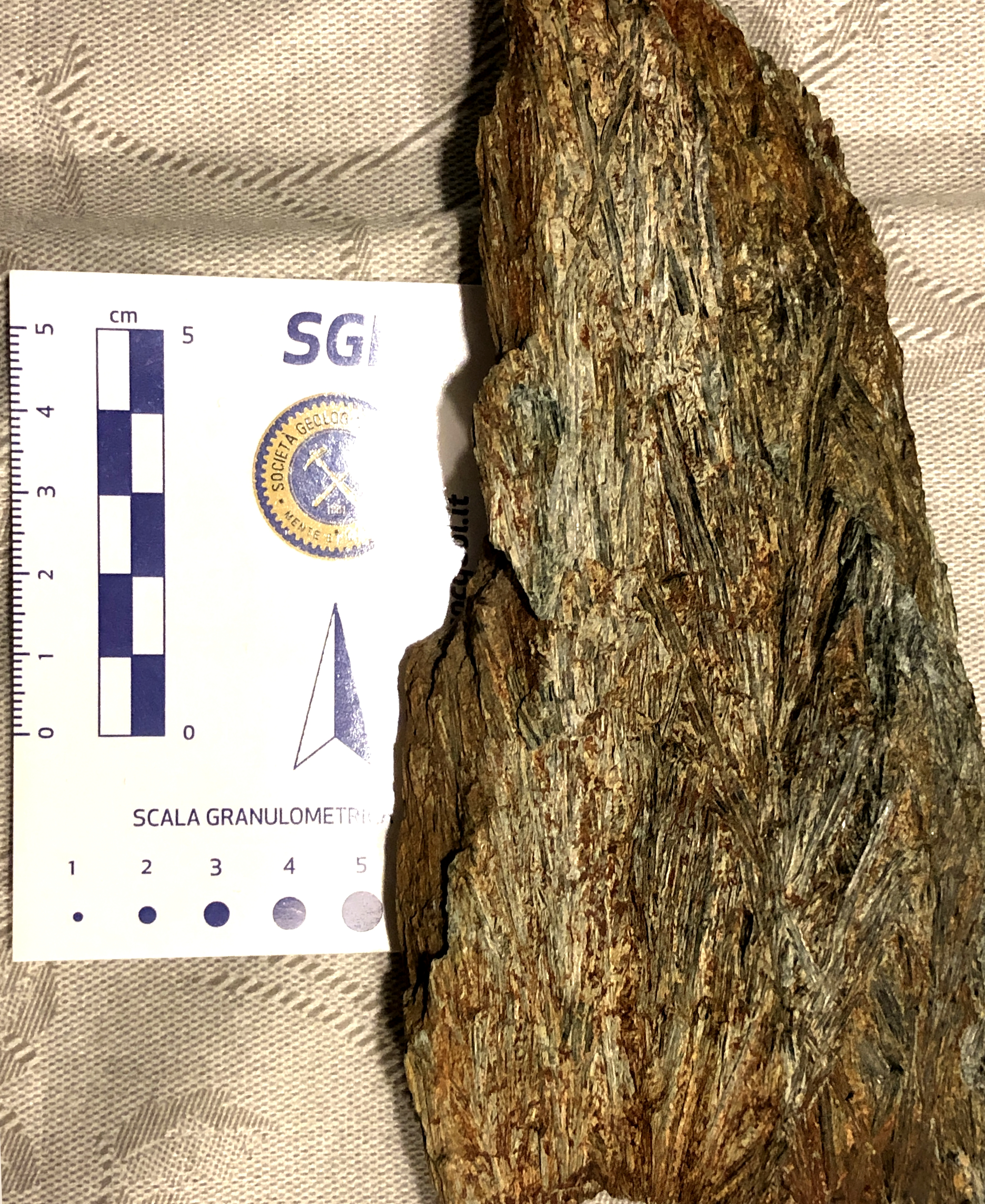
Komatiite, Sudafrica

La mineralogia primaria delle komatiiti è molto semplice: olivina magnesiaca (forsterite ~ 90%) e subordinato clinopirosseno (normalmente un'augite) ricco in alluminio. Comuni accessori sono la cromite o una magnetite ricca di cromo.

Il come caratterizzare chimicamente le komatiiti e il dove collocarle in uno schema classificativo ha generato numerosi dibattiti. Oggi si è d'accordo nell'identificare le komatiti come rocce ultramafiche caratterizzate da un contenuto in MgO superiore al 18% in peso, assieme ad un bassissimo contenuto di alcali (Na2O + K2O, meno dell'1% o 2% secondo altri), a meno dell'1% di TiO2 e tra il 30 e il 52-53% di SiO2. 

Viljoen & Viljoen (1969) hanno classificato le komatiiti in due gruppi, basandosi principalmente sul contenuto di MgO:
- Komatiiti basaltiche (MgO = 18-24% in peso)
- Komatiiti peridotitiche (MgO > 24% in peso)

Le komatiiti sono inoltre distinte dalla altre rocce mafiche-ultramafiche per la presenza pressoché costante della tessitura Spinifex, caratterizzata da cristalli scheletrici, lamellari o appiattiti, di olivina e pirosseno formanti fasci subparalleli che si incrociano in una fine pasta di fondo di vetro vulcanico devetrificato. È il risultato di un raffreddamento molto rapido. Il termine Spinifex deriva dal nome di una pianta spinosa australiana (Triodia spinifex).
La pressoché totale assenza di fenocristalli nelle komatiiti è indicativa di un magma che, quando è stato estruso, era vicino alle temperature del liquidus o anche surriscaldato. 

Le komatiiti, data la loro età molto antica, sono state interessate nel tempo da più o meno intensi processi metamorfici, idrotermali e di alterazione, che hanno totalmente o parzialmente obliterato le originali strutture e e mineralogie. Quindi le komatiiti contengono generalmente minerali metamorfici al posto dei minerali magmatici, i cui relitti sono preservati in rari casi. Il metamorfismo di basso grado delle Komatiiti produce una paragenesi mineralogica caratterizzata da serpentino antigoritico, clorite, talco, tremolite, magnesite-dolomite e magnetite. A gradi metamorfici più alti si ha lo sviluppo di antofillite, enstatite, olivina metamorfica e diopside.

## Caratterizzazione geochimica
Le variazioni geochimiche risultanti dal frazionamento dell'olivina in una particolare massa komatiitica superano largamente quelle dovute a condizioni variabili di fusione parziale delle peridotiti in eventuali diverse sorgenti mantelliche, quelle di una contaminazione crostale, di un'alterazione successiva o di qualunque altro evento perturbante. I grafici bidimensionali del rapporto tra magnesio (quasi totalmente olivinico) e vari elementi incompatibili e compatibili sono utili per determinare la mobilità degli elementi durante il metamorfismo delle komatiiti: essi indicano la scarsa mobilità di magnesio e alluminio, una mobilità leggermente maggiore di titanio e nichel mentre il rubidio (e K, Na, Ba e altri) è mobile e ha una distribuzione sparsa. Sulla base degli elementi meno mobili, Arnd (1994) ed altri petrologi hanno riconosciuto due tipi distinti di komatiiti:
- komatiiti tipo Barberton: hanno un basso rapporto Al2O3/TiO2 e sono impoverite in elementi delle terre rare pesanti (HREE). Affiorano nei Greenstone Belt dell'Archeano inferiore (età circa 3,4 Ga), come in Sudafrica e Australia occidentale;
- komatiiti tipo Munro: hanno un rapporto Al2O3/TiO2 simile a quello condritico e maggiori quantità di HREE. Affiorano nei Greenstone Belt più giovani (< 2,7 Ga), come in Canada e Zimbabwe.

Le più recenti komatiiti della piccola isola di Gorgona, in Colombia, rappresenterebbero un terzo tipo ancora più ricco di alluminio.

## Messa in posto delle komatiiti e strutture laviche
Le Komatiiti si rinvengono sia in colate laviche che in corpi subvulcanici, e molto raramente come piroclastiti. Lo spessore delle colate laviche Komatiitiche varia da pochi cm fino a decine di m ed esse sono fortemente stratificate. Ogni livello presenta caratteristiche tessiturali diverse. Ogni colata è suddivisibile in due parti (Fig 1):

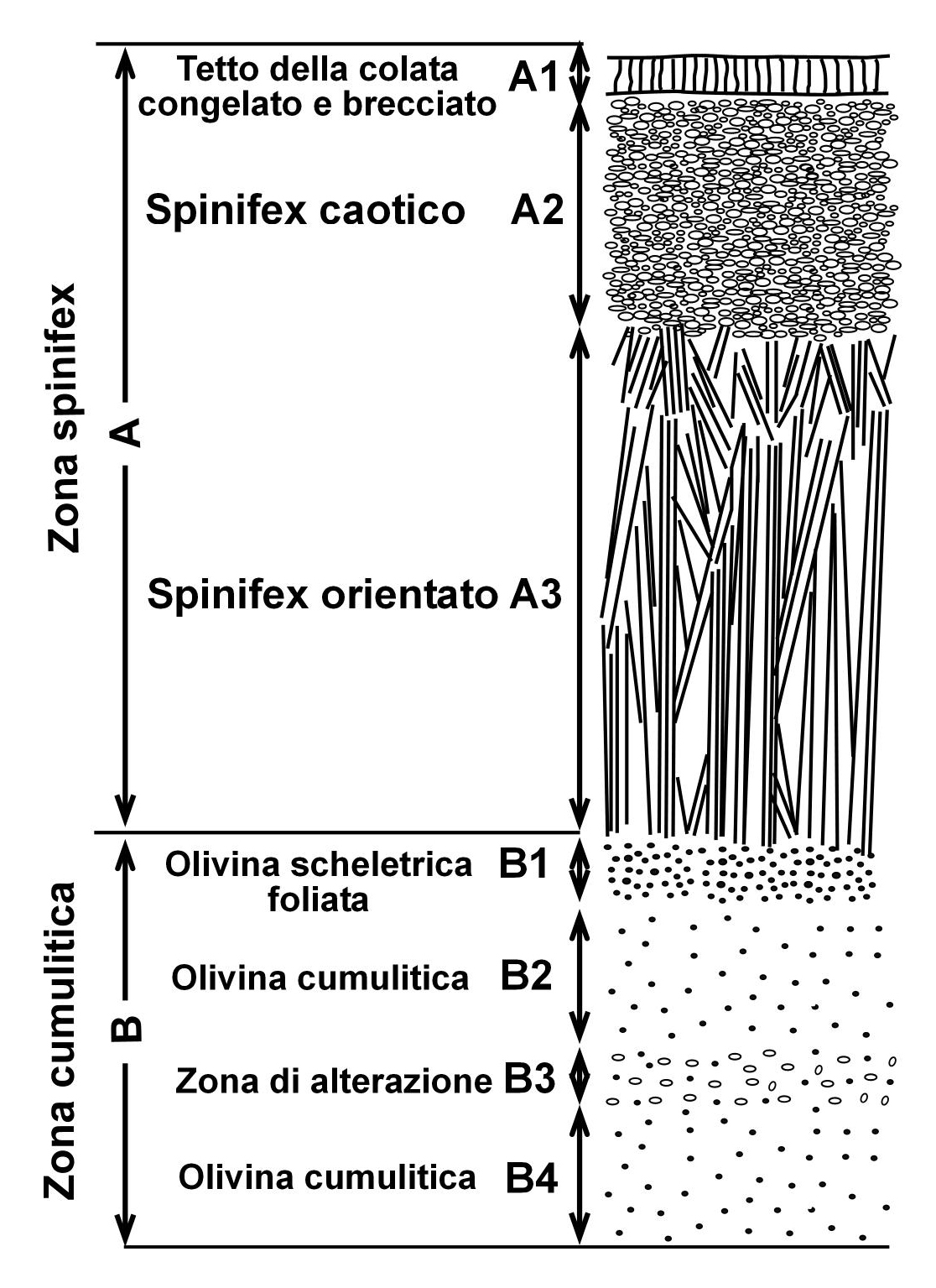
Fig. 1. Struttura ideale di una colata di lava komatiitica

- Parte superiore o Zona A: caratterizzata da una tessitura spinifex. È ulteriormente suddivisibile in:
  - Zona A1: Rappresenta la crosta superficiale di più rapido raffreddamento (chilled Margin) ed è caratterizzata dalla presenza di rari fenocristalli di olivina euedrale e da cristalli scheletrici di olivina in un'abbondante matrice vetrosa. Appare quasi sempre brecciata, con fessure riempite da clorite, tremolite e serpentino;
  - Zona A2: presenta una tessitura Spinifex orientata in modo caotico;
  - Zona A3: presenta una tessitura Spinifex ben sviluppata, con cristalli di olivina e pirosseno fortemente allungati. La disposizione dei cristalli spinifex forma dei coni con gli apici verso l’alto.
- Parte inferiore o Zona B: Caratterizzata da abbondanti cristalli euedrali di olivina. Questa zona ha spesso delle caratteristiche simili a rocce cumulitiche dunitiche e peridotitiche. Viene suddivisa in 4 zone:
  - Zona B1: costituita da cristalli di olivina a tramoggia (forme scheletriche a doppio cono) disposti circa parallelamente al contatto tra B1 e B2.
  - Zona B2 e B4: zone caratterizzate da cristalli poliedrici di olivina immersi in una matrice vetrosa ricca in augite.
  - Zona B3: questa zona non è sempre presente; è comunemente molto alterata e formata da vetro e pirosseni.

I vari strati a tessitura diversa si formano durante il raffreddamento della colata lavica; i cristalli euedrali di olivina, presenti prima dell’eruzione o cristallizzati durante l’emissione, si accumulano alla base della colata, formando le varie zone B. Nello stesso tempo si sviluppa la tessitura spinifex, che si propaga man mano della sommità della colata, verso le parti più interne.

Esistono anche colate di komatitiiti deposte in ambiente marino: hanno spessore massimo di un paio di m e tipica struttura a cuscini (pillow). Al tetto le colate sono vetrose e brecciate e presentano relitti di vescicole.

## Origine delle komatiiti
Sin dalla scoperta delle Komatiiti, sono nate numerose ipotesi e forti dibattiti in merito alla loro formazione e alle condizioni di fusione del mantello da cui si sono originate. Considerato che alti livelli di MgO nel magma indicano alte temperature di fusione, i petrologi oggi sono abbastanza d'accordo sul fatto che le komatiiti si generarono da un tasso di fusione insolitamente alto - forse più del 50% - di una peridotite del mantello insolitamente calda e ad una profondità molto maggiore di quella dove si originano i magmi basaltici. L'agente di questa fusione è stato individuato nella risalita di un pennacchio caldo del mantello in decompressione. Alcuni fatti sembrano dimostrarlo:
1. l'alta temperatura di eruzione dei magmi komatiitici indica un'alta temperatura di generazione del fuso, perché la bassissima viscosità del magma comporta solo un debole raffreddamento se esso risale rapidamente. Un magma estruso tipo Barberton è stimato avere circa il 30% di magnesio, a cui corrisponde una temperatura del liquidus di circa 1600 °C.
2. l'equilibrio cristallo-fuso (Herzberg, 1992) indica che i magmi tipo Barberton si formarono da alti gradi di fusione parziale (50%) a 8-10 GPa (260-330 km di profondità nel mantello) mentre quelli tipo Munro si formarono a temperature più basse e con minor grado di fusione;
3. l'interpretazione della komatiite dell'isola di Gorgona come parte di una piattaforma di accrezione e la sua somiglianza geochimica con i basalti picritici primitivi di isole oeaniche (17% in peso di MgO) collegati a pennacchi sostiene la supposta origine delle komatiiti da pennacchi caldi.

Il graduale raffreddamento del mantello e la riduzione di profondità della fusione parziale spiegano lo spostamento a più bassi valori di magnesio delle komatiiti tipo Munro e isola di Gorgona. Una fusione parziale appena leggermente più superficiale genera i magmi basaltici di isola oceanica (OIB) che sono più caldi degli ancora più superficiali basalti di dorsale medio-oceanica (MORB).

### Profondità di origine dei magmi komatiitici
Dato che il rapporto CaO/ Al2O3 è fortemente dipendente dalla pressione, Herzberg (1995) ha utilizzato un diagramma binario Al2O3-CaO/ Al2O3 per stimare la profondità di formazione delle komatiiti.

Da tale diagramma si evince che le Komatiiti Paleoarcheane, con basso Al2O3 e alto CaO/ Al2O3, si sono formate a profondità stimate di circa 300-450 km (9-14 GPa), le Komatiiti Neoarcheane a circa 150-200 km km (5-6.5 GPa) e le komatiiti più giovani a profondità di 100-130 km (3-4 GPa).

### Ipotesi del magma primario idrato
Da quanto sin qui detto è implicito che le komatiiti solidificarono da un magma essenzialmente privo di elementi volatili. Tuttavia alcuni dettagli della tessitura spinifex suggeriscono che il magma fosse relativamente idrato. Per produrre sperimentalmente delle olivine spinifex è necessario un raffreddamento di centinaia di gradi per minuto. Questa velocità in natura si può ottenere solamente per estrusione del magma nell'aria o sott'acqua e anche allora solo nei 3 cm più esterni della massa effusa, mentre le strutture spinifex si estendono al centro dello strato komatiitico fino a 7 m, dove il raffreddamento è solo di mezzo grado all'ora. Parman et al. (1997) da questi dati concludono che la struttura non è solo diagnostica di un rapido raffreddamento di un magma ad altissima temperatura, ma richiede dell'acqua disciolta nel fuso per accelerare la velocità di crescita dei cristalli e nel contempo ridurre la velocità di nucleazione degli stessi. Le temperature di fusione parziale di una roccia di origine mantellica si abbassano di circa 250 °C se il fuso è idrato, ma sono ancora 200 °C al disopra dei fusi idrati degli attuali archi magmatici e più di 100 al di sopra delle risalite nelle dorsali oceaniche. Se dunque gli arcaici magmi komatiitici erano abbastanza idrati, da una prospettiva consistente con il mondo moderno la loro generazione si può pensare in un cuneo di mantello sovrastante una crosta oceanica in subduzione che si disidrata. In alternativa i magmi komatiitici potrebbero essersi generati al di sotto di dorsali oceaniche o, più facilmente, in pennacchi ascendenti, entrambi in un mantello significativamente più idrato dell'attuale. Con questi presupposti la riduzione e scomparsa dei magmi komatitiici attraverso il tempo non è solo il risultato di un progressivo abbassamento della temperatura del mantello, ma anche di una sua irreversibile disidratazione.

## Distribuzione ed età
Poco dopo la scoperta delle komatiiti lungo il fiume Komati, nel Greenstone Belt di Barberton (Sudafrica), altre komatiiti furono individuate nel Yilgarn Block dell'Australia occidentale e nel Canada orientale. Attualmente si conoscono komatiiti in tutti i continenti, eccetto l'Antartide. Il riconoscimento delle komatiiti ha richiesto lungo tempo a causa della loro rarità (costituiscono appena il 5% dei magmi precambriani) e del fatto che sono quasi universalmente metamorfosate. 

Sebbene la maggior parte delle komatiiti sia archeana, diverse compaiono anche nel Proterozoico, mentre sono estremamente rare nel Fanerozoico: compaiono solo in Vietnam (Permiano-Triassico) e nella piccola isola di Gorgona (Colombia), del Cretacico.